# Passiflora maestrensis
Passiflora maestrensis är en passionsblomsväxtart som beskrevs av M.E. Duharte Gongora. Passiflora maestrensis ingår i släktet passionsblommor, och familjen passionsblomsväxter. Inga underarter finns listade i Catalogue of Life.